# Байдаевка
Байдаевка — малая река Новокузнецка, правый приток Томи. Длина 6 км. Берёт исток на Становой гриве. В истоке реки находилась Байдаевская шахта, сбрасывающая в реку загрязнители — ионы хлора и марганца, взвешенные вещества. Загрязнителями реки также являются алюминиевый и ферросплавный заводы. Течёт вдоль Новобайдаевского микрорайона. На улице Зорге через Байдаевку перекинуты три моста. На 5 км принимает приток Коммунарку.